# Grön rosella
Grön rosella (Platycercus caledonicus) är en fågel i familjen östpapegojor inom ordningen papegojfåglar.

## Utseende
Grön rosella är en stor medlem av släktet i grönt och gult. Karakteristiskt är även blått på kinden och på vingarna.

## Utbredning och systematik
Fågeln förekommer på Tasmanien och större öar i Bass sund. Den behandlas antingen som monotypisk eller delas in i två underarter med följande utbredning:
- Platycercus caledonicus caledonicus – Tasmanien och Flinders Island
- Platycercus caledonicus brownii – King Island

## Levnadssätt
Grön rosella hittas mestadels i skogsområden. Den födosöker både på marken och i träd.

## Status
Trots det begränsade utbredningsområdet och att den tros minska i antal anses beståndet vara livskraftigt av internationella naturvårdsunionen IUCN. 

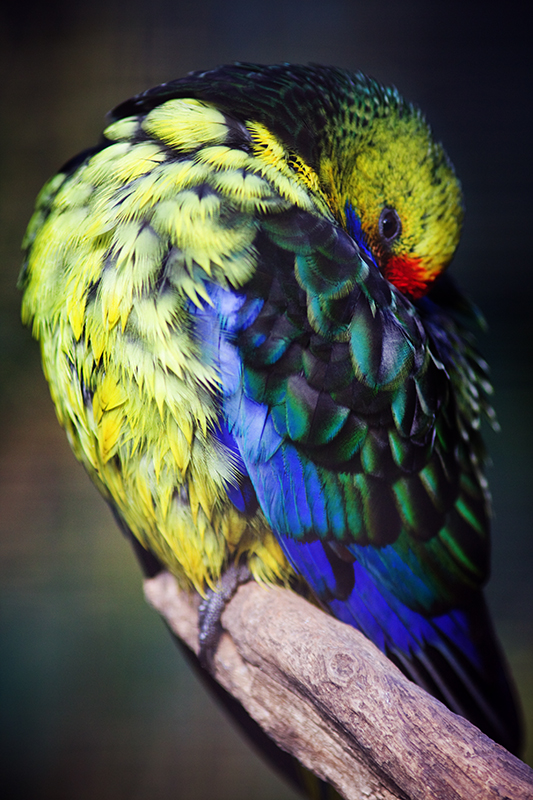
Grön rosella med näbben under vingen i vila.
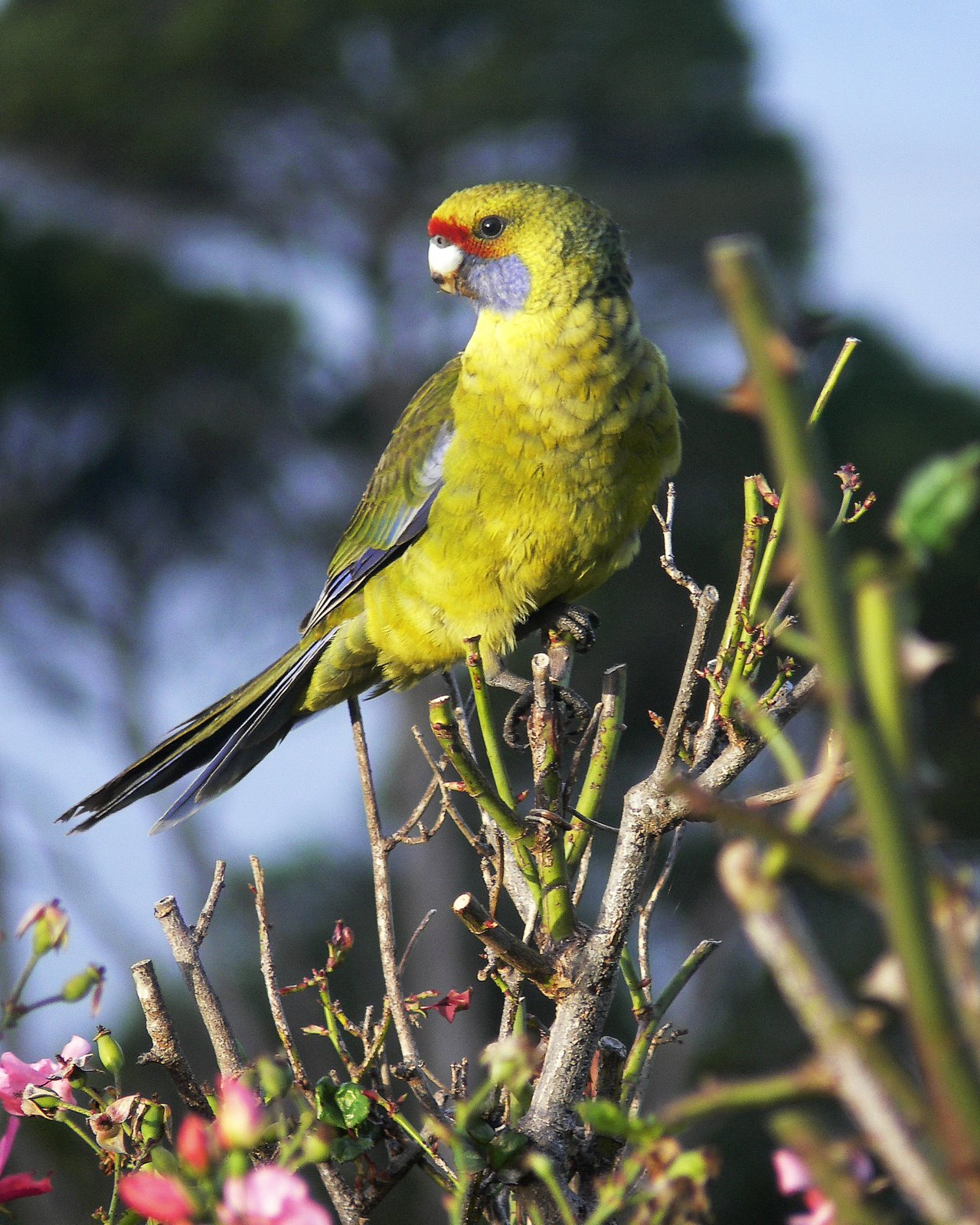
Ungfågel som sitter i en buske.